# Rebelión de Espadán
La rebelión de Espadán fue una revuelta mudéjar que tuvo lugar en 1526 en la sierra del mismo nombre motivada por el rechazo a la conversión forzosa al cristianismo decretada por el rey Carlos I en diciembre de 1525.

## Historia
En diciembre de 1525, y tras consultar a una junta de teólogos, el rey Carlos I decretó la legalidad de las conversiones forzosas que los agermanats habían impuesto a los moros y sarraïns durante la revuelta de las Germanías de 1519–1522, haciéndolas extensivas a todos los mudéjares no sólo del reino de Valencia, sino de toda la Corona de Aragón —los mudéjares de la Corona de Castilla ya habían sido obligados a convertirse por los Reyes Católicos en febrero de 1502—. Hubo rebeliones en la sierra de Bernia, la Muela de Cortes y Benaguacil —que acabarían acogiéndose al perdón real, sin necesidad de recurrir a las armas— pero la más grave de todas fue la de la sierra de Espadán.
En enero de 1526 se alzaron unos cuatro mil mudéjares, ahora moriscos por decreto, pues ese fue el nombre que se dio a los musulmanes convertidos, al mando de un moro de Algar de Palancia que se hacía llamar Zelim Almanzor. En Valencia para acabar con la revuelta se movilizaron recursos y hombres y más de 4000 infantes llegaron del Principado de Cataluña. La campaña se desarrolló entre los meses de julio y septiembre de 1526 y acabó con la derrota de los sublevados. Más de mil murieron. Y muchos vieron confiscados sus bienes o tuvieron que pagar composiciones económicas.